# Nokia-Werk Bochum

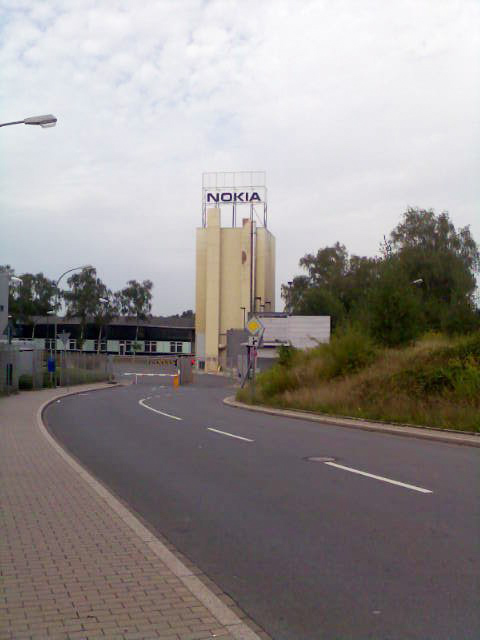
Nokia-Werk Bochum

Das Nokia-Werk Bochum im nördlichen Stadtteil Riemke zählte bis 2008 zu den weltweit 15 Produktionsstätten in neun Ländern des Telekommunikationskonzerns Nokia.
Die Ursprünge des Werks in Bochum gehen auf das Jahr 1956 zurück. Das Werk galt zwischenzeitlich als die modernste und größte Fernseherfabrik Europas. Zeitweise waren in dem Nokia-Werk Bochum über 4500 Beschäftigte tätig. Es war bis Mitte 2008 die einzige Produktions- und Entwicklungsstätte für Mobiltelefone in Deutschland, nachdem andere Unternehmen die Produktion bereits zuvor ins Ausland verlagert hatten. Am 1. Mai 2008 wurde die Produktion eingestellt und der Standort zum 30. Juni 2008 geschlossen.

## Geschichte

### Graetz, SEL, Alcatel
Das Werk geht in seinen Anfängen auf das Unternehmen Graetz zurück. Es wurde als Graetz-Fernsehwerk IV von Erich Graetz im Jahre 1956 eröffnet. Das Werk bot 1200 Arbeitsplätze. Es wurden Fernsehgeräte und insbesondere Fernsehtruhen gefertigt. Der Standort verfügte über eine eigene Zugangsstelle zum Schienenpersonennahverkehr, den Haltepunkt Bochum Graetz, seit 1993 Bochum Nokia, seit 2009 Bochum Riemke.
Zu den Mitarbeitern zählte der Ingenieur Heinz Kaminski, der spätere Gründer der Sternwarte Bochum. Fritz Graetz verkaufte am 25. März 1961 sein Unternehmen an Standard Elektrik Lorenz, weil er in seiner Familie keinen Nachfolger fand.
Ende 1970 kam es bei SEL zur Überproduktion, nur 600.000 von angestrebten 800.000 Farbfernsehgeräten konnten verkauft worden.
Ende 1986 verkaufte man SEL an Alcatel.

### Ära Nokia
Das Werk in Bochum kam im März 1988 zur finnischen Nokia, weil Nokia von SEL die Bereiche Audio und Video und die Marken Schaub-Lorenz und Graetz erworben hatte.
Zunächst wurden Fernsehgeräte und SAT-Empfänger (d-box) weitergebaut. 1989 begann Nokia in Bochum Mobiltelefone zu produzieren. Ein vollautomatisiertes Hochregallager wurde errichtet. Das Unternehmen beteiligte sich 1993 finanziell an der Erneuerung der dann mit dem Namen Nokia-Bahn vermarkteten Linie auf Bahnstrecke Bochum–Gelsenkirchen. Der Bahnhaltepunkt in der Nähe des Werks hieß von 1993 bis 2009 offiziell Bochum NOKIA. 1998 wurde nach Gesprächen mit dem damaligen Ministerpräsidenten des Landes Nordrhein-Westfalen Wolfgang Clement das Werk erweitert. Das Richtfest für die neue Nokia-Produktionshalle fand im August 1998 statt. Bis ins Jahr 2000 wurden noch Röhren-Bildschirme und Fernsehgeräte hergestellt.
Im Dezember 1999 wurde in Riemke der Grundstein für das 13.900 m² große Entwicklungszentrum an der Rensingstraße gelegt. In einem Metallzylinder wurden deutsche und finnische Münzen und ein Mobiltelefon eingelassen. Das vierstöckige Gebäude mit zwei Flügeln und einer Glasdachhalle wurde von der Deutschen Immobilienleasing errichtet. 600 Mitarbeiter sollten hier zu den Bereichen Telematik und „Internetanschluss für das Auto“ Entwicklungen betreiben.
2001 wurden von den rund 3000 Arbeitsplätzen am Standort Bochum 341 Stellen gestrichen. Zugleich wurden Leiharbeiter eingestellt. Im Jahre 2005 wurden Stellen im Bereich Multimedia gestrichen.

### Werksschließung 2008
Am 15. Januar 2008 gab Nokia die Absicht zur Schließung des Werkes in Bochum bekannt: aus Wettbewerbsgründen sollte die Produktion nach Rumänien verlegt werden. Nokia-Chef Olli-Pekka Kallasvuo nannte drei Gründe: Die Produktion mehrerer unterschiedlicher Modelle erfordere eine größere Flexibilität, die das Werk in Bochum nicht gewährleisten könne, betriebsnahe Zulieferer weigerten sich, nach Deutschland zu kommen und das Verhältnis von Kosten und Output in Bochum sei nachteilig. In Bochum würden nur etwa sechs Prozent der Nokia-Handys produziert, während rund 23 Prozent der direkten Lohnkosten in den Fabriken in Bochum anfielen.
Nokia beschäftigte in Bochum etwa 2300 festangestellte Mitarbeiter, von denen etwa 2000 arbeitslos wurden, und etwa 800 Leiharbeiter. Von der Werksschließung waren auch DHL sowie Zuliefererbetriebe betroffen. Die Arbeitsbedingungen im Werk waren sehr flexibel, Überstunden und Wochenendarbeit sowie Arbeit an Feiertagen waren selbstverständlich, ebenso ein Kürzertreten bei Mangel an Aufträgen.
Die Entscheidung wurde von Gewerkschaften, Parteien und der Landesregierung Nordrhein-Westfalen (Kabinett Rüttgers) kritisiert.
In den Standort Bochum waren insgesamt 88 Millionen Euro öffentliche Fördergelder eingeflossen (vergl. Öffentlich-private Partnerschaft). Laut Nokia wurden alle Verpflichtungen erfüllt, die in Verbindung zu den aus den 1990er Jahren stammenden Subventionen auferlegt wurden.
Das Betriebsergebnis in Bochum betrug laut einem Bericht von Capital 134 Millionen Euro Gewinn (pro Mitarbeiter 90.000 Euro) im Jahre 2007. Nokia wies diese Angaben als irreführend zurück.
Im Frühjahr 2008 verständigten sich Nokia und Betriebsrat auf einen Sozialplan mit einem Volumen von 200 Millionen Euro: 185 Millionen Euro für Abfindungen und 15 Millionen Euro für eine Transfergesellschaft. Die noch knapp 2300 Mitarbeiter wurden zum 1. Mai 2008 freigestellt und erhielten durchschnittlich eine Abfindung von rund 80.000 Euro. Das Werk wurde zum 30. Juni 2008 geschlossen.
Im Februar 2008 begann Nokia mit der Produktion im Nokia-Werk Cluj in Jucu im Kreis Cluj mit etwa 2200 Beschäftigten, das 2011 wieder geschlossen wurde.

### Nach 2008
Das Werksgelände wird von verschiedenen Firmen genutzt. Von den ursprünglich 2300 Mitarbeitern sind noch etwa 200 übrig, sie arbeiten in der PCB-Fertigung der Firma Molex. Davor hatten Laird und novero als geschäftsführende Eigentümer fungiert.